# Saint-Pal-de-Mons
Pour les articles homonymes, voir Saint-Pal, Pal et Mons.
Saint-Pal-de-Mons (prononcé [sɛ̃ pal də mɔ̃]) est une commune française située dans le département de la Haute-Loire en région Auvergne-Rhône-Alpes.

## Géographie

### Localisation
La commune de Saint-Pal-de-Mons se trouve dans le département de la Haute-Loire, en région Auvergne-Rhône-Alpes.
Elle se situe à 56 km par la route du Puy-en-Velay, préfecture du département, à 32 km d'Yssingeaux, sous-préfecture, et à 5 km de Sainte-Sigolène, bureau centralisateur du canton des Deux Rivières et Vallées dont dépend la commune depuis 2015 pour les élections départementales.
Les communes les plus proches sont : 
Sainte-Sigolène (3,1 km), Saint-Romain-Lachalm (5,2 km), La Séauve-sur-Semène (5,8 km), Saint-Victor-Malescours (5,9 km), Saint-Didier-en-Velay (6,3 km), Dunières (6,5 km), Raucoules (6,7 km), Les Villettes (7,2 km).
| Saint-Didier-en-Velay | Saint-Victor-Malescours | Saint-Romain-Lachalm |
| Sainte-Sigolène       | Saint-Pal-de-Mons       | Dunières             |
| Lapte                 | Raucoules               |                      |

### Géologie et relief
La commune est située à 870 mètres d'altitude.

### Hydrographie
La rivière la Semène et la rivière la Duniere sont les deux cours d'eau traversant le territoire de la commune de Saint-Pal-de-Mons.

### Climat
Pour des articles plus généraux, voir Climat d'Auvergne-Rhône-Alpes et Climat de la Haute-Loire.
En 2010, le climat de la commune est de type climat des marges montargnardes, selon une étude du Centre national de la recherche scientifique s'appuyant sur une série de données couvrant la période 1971-2000. En 2020, Météo-France publie une typologie des climats de la France métropolitaine dans laquelle la commune est exposée à un climat de montagne ou de marges de montagne et est dans la région climatique Sud-est du Massif Central, caractérisée par une pluviométrie annuelle de 1 000 à 1 500 mm, minimale en été, maximale en automne.
Pour la période 1971-2000, la température annuelle moyenne est de 9,1 °C, avec une amplitude thermique annuelle de 16,3 °C. Le cumul annuel moyen de précipitations est de 929 mm, avec 9,4 jours de précipitations en janvier et 7,1 jours en juillet. Pour la période 1991-2020, la température moyenne annuelle observée sur la station météorologique de Météo-France la plus proche, « Saint-Romain-Lachalm », sur la commune de Saint-Romain-Lachalm à 5 km à vol d'oiseau, est de 9,2 °C et le cumul annuel moyen de précipitations est de 923,5 mm,. Pour l'avenir, les paramètres climatiques de la commune estimés pour 2050 selon différents scénarios d'émission de gaz à effet de serre sont consultables sur un site dédié publié par Météo-France en novembre 2022.

## Urbanisme

### Typologie
Au 1er janvier 2024, Saint-Pal-de-Mons est catégorisée commune rurale à habitat dispersé, selon la nouvelle grille communale de densité à sept niveaux définie par l'Insee en 2022.
Elle appartient à l'unité urbaine de Sainte-Sigolène, une agglomération intra-départementale regroupant deux  communes, dont elle est une commune de la banlieue,,. La commune est en outre hors attraction des villes,.

### Occupation des sols
L'occupation des sols de la commune, telle qu'elle ressort de la base de données européenne d’occupation biophysique des sols Corine Land Cover (CLC), est marquée par l'importance des forêts et milieux semi-naturels (49,6 % en 2018), une proportion sensiblement équivalente à celle de 1990 (49,9 %). La répartition détaillée en 2018 est la suivante : 
forêts (49,6 %), prairies (41,9 %), zones agricoles hétérogènes (3,9 %), zones urbanisées (3,1 %), zones industrielles ou commerciales et réseaux de communication (1,5 %). L'évolution de l’occupation des sols de la commune et de ses infrastructures peut être observée sur les différentes représentations cartographiques du territoire : la carte de Cassini (XVIIIe siècle), la carte d'état-major (1820-1866) et les cartes ou photos aériennes de l'IGN pour la période actuelle (1950 à aujourd'hui).

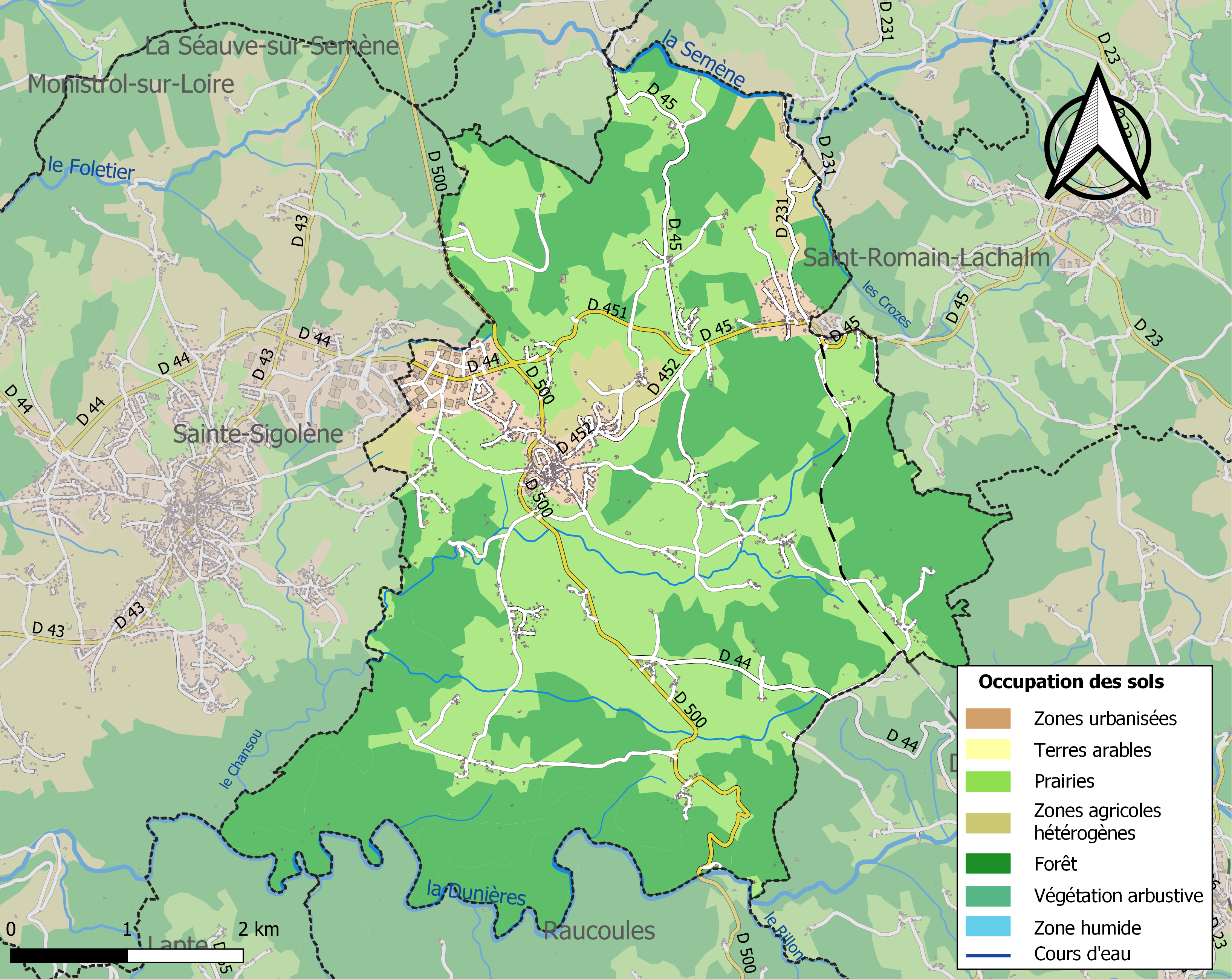
Carte des infrastructures et de l'occupation des sols de la commune en 2018 (CLC).

### Habitat et logement
En 2018, le nombre total de logements dans la commune était de 1 142, alors qu'il était de 1 096 en 2013 et de 1 036 en 2008.
Parmi ces logements, 80,2 % étaient des résidences principales, 10,2 % des résidences secondaires et 9,6 % des logements vacants. Ces logements étaient pour 82,4 % d'entre eux des maisons individuelles et pour 17,4 % des appartements.
Le tableau ci-dessous présente la typologie des logements à Saint-Pal-de-Mons en 2018 en comparaison avec celle de la Haute-Loire et de la France entière. Une caractéristique marquante du parc de logements est ainsi une proportion de résidences secondaires et logements occasionnels (10,2 %) inférieure à celle du département (16,1 %) mais supérieure à celle de la France entière (9,7 %). Concernant le statut d'occupation de ces logements, 77,6 % des habitants de la commune sont propriétaires de leur logement (77,3 % en 2013), contre 70 % pour la Haute-Loire et 57,5 pour la France entière.
| Typologie                                               | Saint-Pal-de-Mons | Haute-Loire | France entière |
| ------------------------------------------------------- | ----------------- | ----------- | -------------- |
| Résidences principales (en %)                           | 80,2              | 71,5        | 82,1           |
| Résidences secondaires et logements occasionnels (en %) | 10,2              | 16,1        | 9,7            |
| Logements vacants (en %)                                | 9,6               | 12,4        | 8,2            |

### Voies de communication et transports
Saint-Pal-de-Mons est traversé par le D500, la D44, la D45, les D451 et D452.

## Toponymie
Le nom de la commune est Sant Pal de Mons en vivaro-alpin.

## Histoire

### Moyen Âge
Depuis le XIIe siècle, Saint-Pal-de-Mons était divisé en deux mandements :
- le mandement du château de Mons, à Villedemont, qui était taillable.
- le mandement de Saint-Paul, prieuré, terre subsidiable, dîme prélevée par le prieur.

Les deux mandements correspondaient à peu près aux limites de la commune actuelle.
L'ancienne église de Saint-Pal-de-Mons était dévolue à saint Paul, d'où le nom primitif de Saint-Paul-de-Mons. Le 17 juin 1167, Pierre IV, évêque du Puy-en-Velay, la cède à Pons, abbé de la Chaise-Dieu. Cela indique que cette ancienne église existait avant 1167. Dans une délibération du conseil municipal en 1871, il est dit que cette église était basse, exiguë, avec des chapelles débordant sur l'extérieur de l'édifice.
Avec l'église, fut créé un prieuré qui était donc de l'ordre de Saint-Benoît. La charge de prieur était transmise par résignation.
Au Suc de Mons se dressait sans doute dès le XIIe siècle, un château situé sur deux niveaux de l'éperon rocheux dominant la Dunière et dont les fouilles ont permis de dégager les soubassements. Des historiens pensent que ce château a dû être détruit à la fin du XIIIe siècle et reconstruit en partie au siècle suivant.

### Temps modernes
Le chef du parti catholique « ligueur », le marquis de Saint-Vidal vient l'assiéger en 1574 et put s'emparer du château par « assoiffement », les assiégeants détournant les eaux qui alimentaient le château. Les occupants se rendirent et malgré les promesses de vie sauve furent tous exécutés. Le baron de Saint-Priest  amena six prisonniers dans son château. Il les ﬁt massacrer et porter leurs corps à Saint-Étienne où ils furent exposés sur une place publique.
Le château fut rasé vers 1594 à la suite d'un accord conclu entre les partisans du duc de Nemours, fidèles au roi, et les seigneurs catholiques « ligueurs du Puy. Des fouilles menées par une équipes de jeunes archéologues dans les années 1970 ont permis de mettre au jour des vestiges qui donnent des idées sur l'aspect qu'avait dû avoir ce double château : le « château bas » et le « château haut ».
Selon certains historiens, un château plus modeste aurait existé à Chanteloube. Ce château fut détruit. Jean-Marie Chausse signale dans un opuscule édité en 1862, des souterrains très curieux sur son emplacement à Chanteloube.
La guerre de Cent Ans vit beaucoup de massacres, notamment du fait du passage de troupes de « routiers », anciens mercenaires devenus pillards : ainsi en 1381, le village de La Vialatte fut complètement détruit et ses habitants tués.

### Révolution et Empire
Pendant la Révolution, le curé de Saint-Pal-de-Mons, M. Granghon, (tout comme celui de Sainte-Sigolène) jura fidélité à la Constitution et continua d'exercer au moins jusqu'en 1794. Deux prêtres de la famille Convers de Flaminges qui exerçaient dans le Rhône à Solaize, trouvèrent refuge dans leur famille. Leur tentative d'arrestation en 1796 donna lieu à un affrontement entre les gendarmes et les voisins et amis de la puissante famille Convers de Flaminges.

### Époque contemporaine
Au XIXe siècle, la population augmentant, l'église était si exiguë que les fidèles ne pouvaient pas tous y entrer.
Seuls subsistent de cette ancienne église quatre chapiteaux, exposés à la Médiathèque, ainsi que le meuble de la sacristie. En 1871, le Conseil municipal décida de construire une nouvelle église, conçue par l'architecte Favrot, alors que M. Morizon était curé. Elle a été inaugurée en 1877.

## Politique et administration

### Découpage territorial
La commune de Saint-Pal-de-Mons est membre de la communauté de communes Marches du Velay-Rochebaron, un établissement public de coopération intercommunale (EPCI) à fiscalité propre créé le 27 décembre 2016 dont le siège est à Monistrol-sur-Loire. Ce dernier est par ailleurs membre d'autres groupements intercommunaux.
Sur le plan administratif, elle est rattachée à l'arrondissement d'Yssingeaux, au département de la Haute-Loire, en tant que circonscription administrative de l'État, et à la région Auvergne-Rhône-Alpes.
Sur le plan électoral, elle dépend du canton des Deux Rivières et Vallées pour l'élection des conseillers départementaux, depuis le redécoupage cantonal de 2014 entré en vigueur en 2015, et de la première circonscription de la Haute-Loire   pour les élections législatives, depuis le redécoupage électoral de 1986.

## Population et société

### Démographie

#### Évolution démographique
Les résidents sont appelés Santpalons (prononcé  sanpalous en auvergnat).

L'évolution du nombre d'habitants est connue à travers les recensements de la population effectués dans la commune depuis 1793. Pour les communes de moins de 10 000 habitants, une enquête de recensement portant sur toute la population est réalisée tous les cinq ans, les populations de référence des années intermédiaires étant quant à elles estimées par interpolation ou extrapolation. Pour la commune, le premier recensement exhaustif entrant dans le cadre du nouveau dispositif a été réalisé en 2008.

En 2022, la commune comptait 2 324 habitants, en évolution de +2,06 % par rapport à 2016 (Haute-Loire : +0,36 %, France hors Mayotte : +2,11 %).
| 1793  | 1800  | 1806  | 1821  | 1831  | 1836  | 1841  | 1846  | 1851  |
| ----- | ----- | ----- | ----- | ----- | ----- | ----- | ----- | ----- |
| 1 460 | 1 290 | 1 520 | 1 693 | 1 780 | 1 829 | 1 881 | 2 100 | 2 080 |

| 1856  | 1861  | 1866  | 1872  | 1876  | 1881  | 1886  | 1891  | 1896  |
| ----- | ----- | ----- | ----- | ----- | ----- | ----- | ----- | ----- |
| 1 960 | 1 898 | 2 142 | 2 044 | 2 054 | 2 335 | 2 327 | 2 322 | 2 376 |

| 1901  | 1906  | 1911  | 1921  | 1926  | 1931  | 1936  | 1946  | 1954  |
| ----- | ----- | ----- | ----- | ----- | ----- | ----- | ----- | ----- |
| 2 509 | 2 527 | 2 548 | 2 505 | 2 519 | 2 159 | 1 982 | 1 682 | 1 493 |

| 1962  | 1968  | 1975  | 1982  | 1990  | 1999  | 2006  | 2008  | 2013  |
| ----- | ----- | ----- | ----- | ----- | ----- | ----- | ----- | ----- |
| 1 521 | 1 416 | 1 365 | 1 423 | 1 542 | 1 748 | 1 960 | 2 022 | 2 225 |

| 2018  | 2022  | - | - | - | - | - | - | - |
| ----- | ----- | - | - | - | - | - | - | - |
| 2 284 | 2 324 | - | - | - | - | - | - | - |

#### Pyramide des âges
La population de la commune est relativement jeune.
En 2018, le taux de personnes d'un âge inférieur à 30 ans s'élève à 35,6 %, soit au-dessus de la moyenne départementale (31 %). À l'inverse, le taux de personnes d'âge supérieur à 60 ans est de 22,7 % la même année, alors qu'il est de 31,1 % au niveau départemental.
En 2018, la commune comptait 1 162 hommes pour 1 122 femmes, soit un taux de 50,88 % d'hommes, légèrement supérieur au taux départemental (49,13 %).
Les pyramides des âges de la commune et du département s'établissent comme suit.
| Hommes | Classe d’âge | Femmes |
| ------ | ------------ | ------ |
| 0,1    | 90 ou +      | 1,2    |
| 6,5    | 75-89 ans    | 8,6    |
| 14,8   | 60-74 ans    | 14,4   |
| 23,3   | 45-59 ans    | 20,8   |
| 19,0   | 30-44 ans    | 20,1   |
| 15,0   | 15-29 ans    | 14,4   |
| 21,3   | 0-14 ans     | 20,4   |

| Hommes | Classe d’âge | Femmes |
| ------ | ------------ | ------ |
| 0,9    | 90 ou +      | 2,5    |
| 8,4    | 75-89 ans    | 11,7   |
| 20,4   | 60-74 ans    | 20,5   |
| 21,3   | 45-59 ans    | 20,3   |
| 16,8   | 30-44 ans    | 16,3   |
| 15,2   | 15-29 ans    | 13,2   |
| 17     | 0-14 ans     | 15,6   |

### Manifestations culturelles et festivités
La fête du village, appelée vogue, a lieu le deuxième week-end de septembre, avec des forains, un feu d'artifice et un défilé des chars (conso).
Tous les deux ans, durant un week-end du mois d'octobre, l'association Brin d'Osier organise le "marché aux paniers" dans le bourg, où sont vendus tout sortes d'objets en osier par des exposants français.

### Enseignement

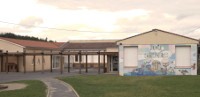
École primaire publique de Lichemialle.

La commune héberge l'école primaire publique intercommunale Marcel Aymé de Lichemialle qui compte 108 élèves à la rentrée scolaire 2019,.

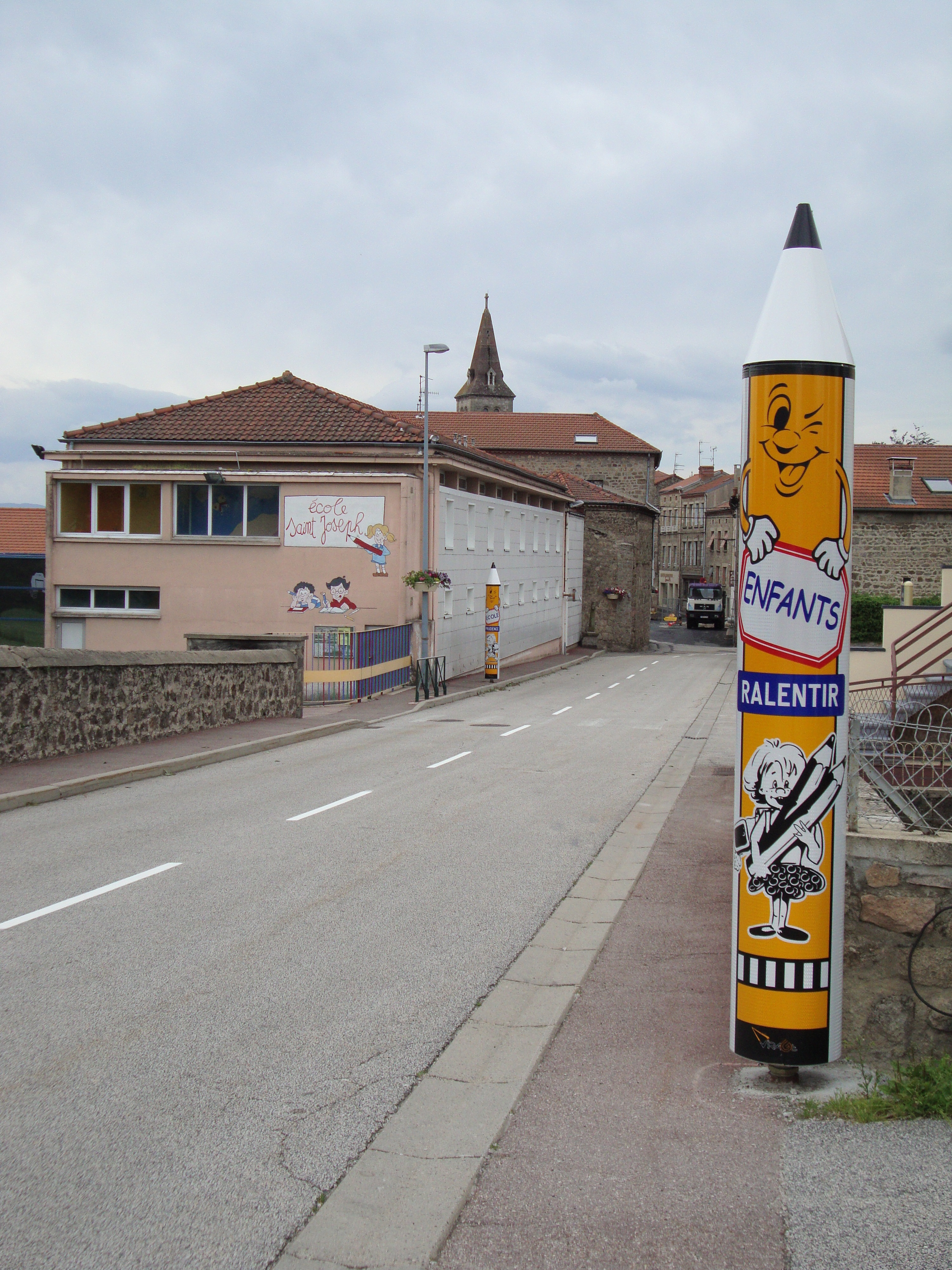
L'école privée Saint-Joseph.

L'école privée Saint-Joseph fait également partie de l'offre éducative locale avec ses 7 classes pour l'année scolaire 2019-2020.

### Santé
{Espace de Santé San Palou - 4 Place de l'Église, 43620 Saint-Pal-de-Mons}

## Économie
Saint-Pal-de-Mons est une commune rurale où l’agriculture et l’élevage formaient l’essentiel de l’activité à la fin du XIXe siècle. Aujourd'hui, l'économie agricole est marquée par la présence de nombreux élevages bovins à vocation laitière. Au XIXe siècle, la passementerie a connu un fort développement local.
L'exode rural après la Première Guerre mondiale et jusque dans les années soixante entraîna une diminution importante du nombre d’exploitations agricoles. 200 fermes environ en activité avant guerre contre une quinzaine seulement en 2019. Pendant la même période, la passementerie a, elle aussi, décliné fortement. Le développement très rapide de la plasturgie par extrusion (films plastiques) a permis le redémarrage économique de la zone Saint-Pal-de-Mons et Sainte-Sigolène.

### Revenus
En 2018, la commune compte 909 ménages fiscaux, regroupant 2 321 personnes. La médiane du revenu disponible par unité de consommation est de 21 730 € (20 800 € dans le département). 47 % des ménages fiscaux sont imposés (42,8 % dans le département).

### Emploi
| Division       | 2008  | 2013  | 2018  |
| -------------- | ----- | ----- | ----- |
| Commune        | 4,3 % | 8,7 % | 6,3 % |
| Département    | 6,3 % | 7,7 % | 7,7 % |
| France entière | 8,3 % | 10 %  | 10 %  |

En 2018, la population âgée de 15 à 64 ans s'élève à 1 408 personnes, parmi lesquelles on compte 80,3 % d'actifs (74 % ayant un emploi et 6,3 % de chômeurs) et 19,7 % d'inactifs,. Depuis 2008, le taux de chômage communal (au sens du recensement) des 15-64 ans est inférieur à celui de la France et du département.
La commune est hors attraction des villes,. Elle compte 853 emplois en 2018, contre 852 en 2013 et 717 en 2008. Le nombre d'actifs ayant un emploi résidant dans la commune est de 1 048, soit un indicateur de concentration d'emploi de 81,3 % et un taux d'activité parmi les 15 ans ou plus de 62,9 %.
Sur ces 1 048 actifs de 15 ans ou plus ayant un emploi, 238 travaillent dans la commune, soit 23 % des habitants. Pour se rendre au travail, 93,5 % des habitants utilisent un véhicule personnel ou de fonction à quatre roues, 0,3 % les transports en commun, 3,2 % s'y rendent en deux-roues, à vélo ou à pied et 3,1 % n'ont pas besoin de transport (travail au domicile).

## Culture locale et patrimoine

### Lieux et monuments
- L'église de Saint-Pal-de-Mons, placée sous le patronage de saint Pierre, inaugurée en 1877, est un édifice de style néo-roman, à trois nefs et un grand déambulatoire dans le chœur. Les trois autels sont en marbre blanc. La monumentale est riche[pas clair] et la barrière en fer forgé qui entourait le chœur a été enlevée. Les confessionnaux et les boiseries du chœur en chêne massif sont finement sculptés.
- La chapelle Saint-Julien-la-Tourette est un édifice religieux de style roman datant de la fin du XIe siècle. Elle était entourée d'un prieuré « rural » dépendant de l'abbaye de La Chaise-Dieu. Cette chapelle rudimentaire est un lieu de pèlerinage depuis le XIXe siècle, essentiellement à l'occasion de la fête de Pentecôte. L'édifice est inscrit au titre des monuments historiques par arrêté du 24 mai 1996[36]. La chapelle est édifiée sur un promontoire au-dessus de la rivière Dunière, sur le site de Laval à environ 20 minutes de marche du village de Villedemont. La commune vient de procéder à des travaux, réfection du toit, de l'intérieur. Les  statues anciennes qui ornaient cette chapelle sont remisées dans la sacristie de l'église paroissiale. Le pèlerinage annuel de Pentecôte attire toujours de nombreux fidèles.

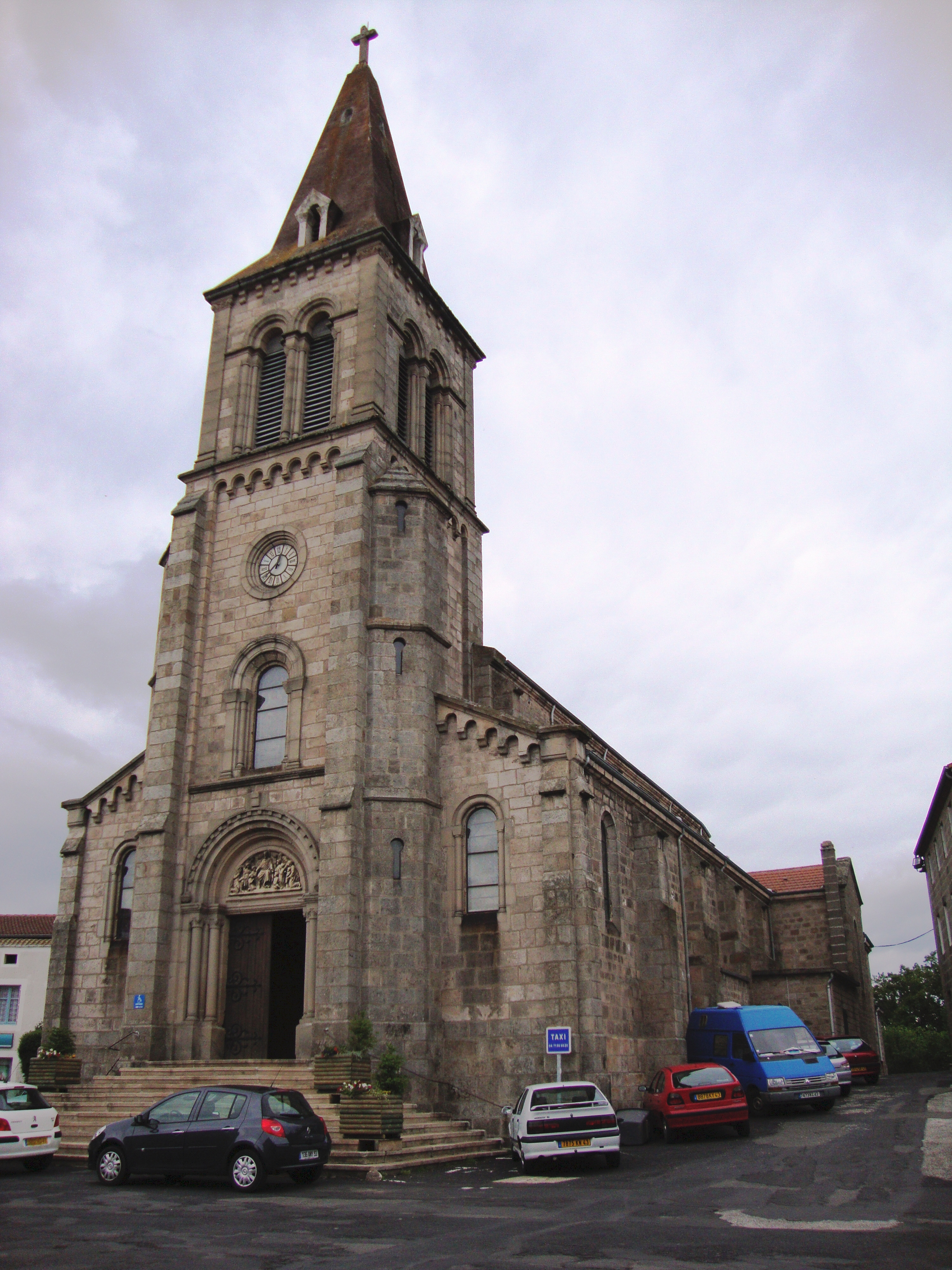
L'église.
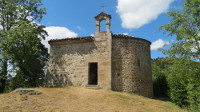
La chapelle de Saint-Julien-la-Tourette.
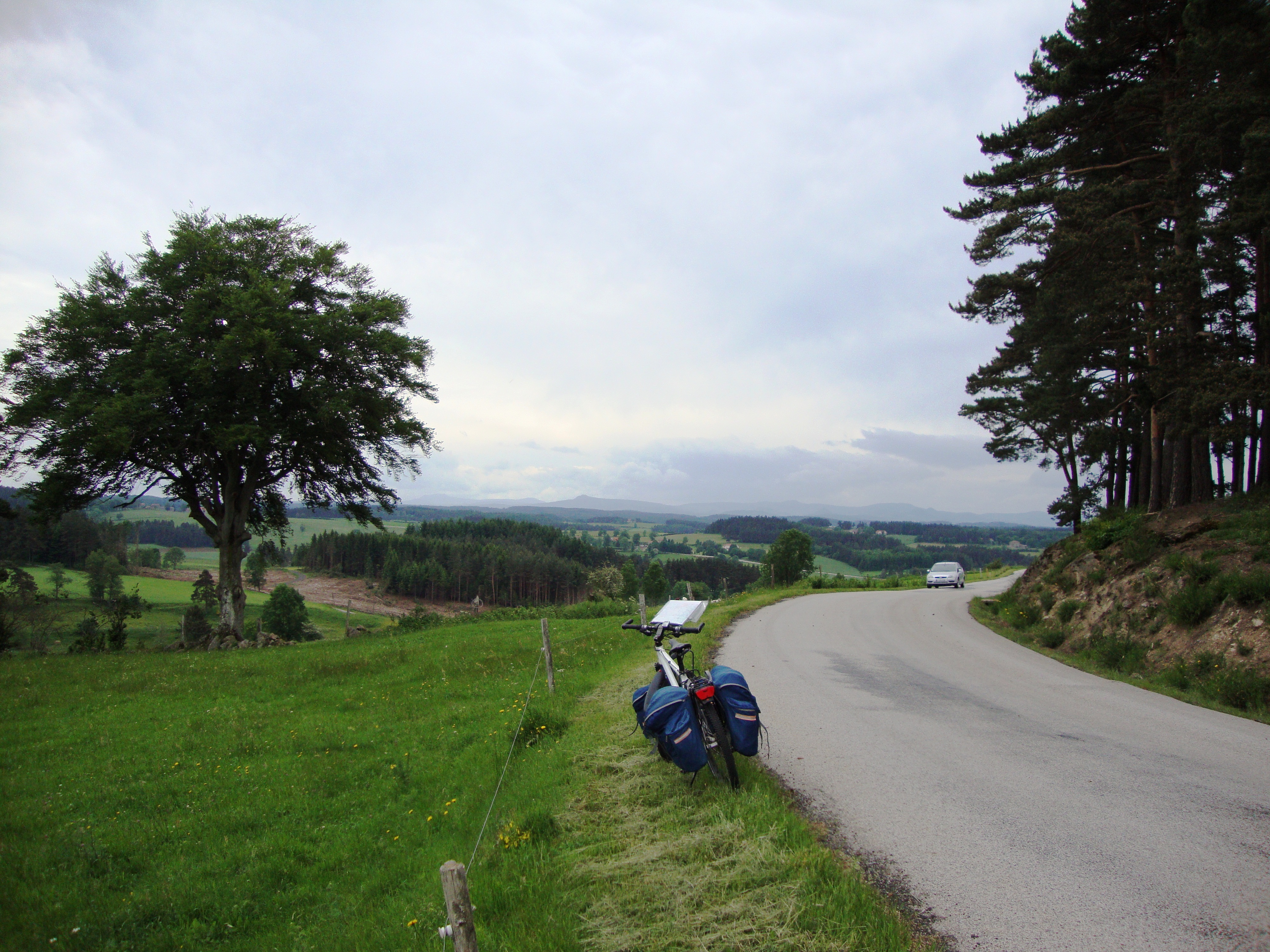
Paysage au-dessus de Saint-Pal.
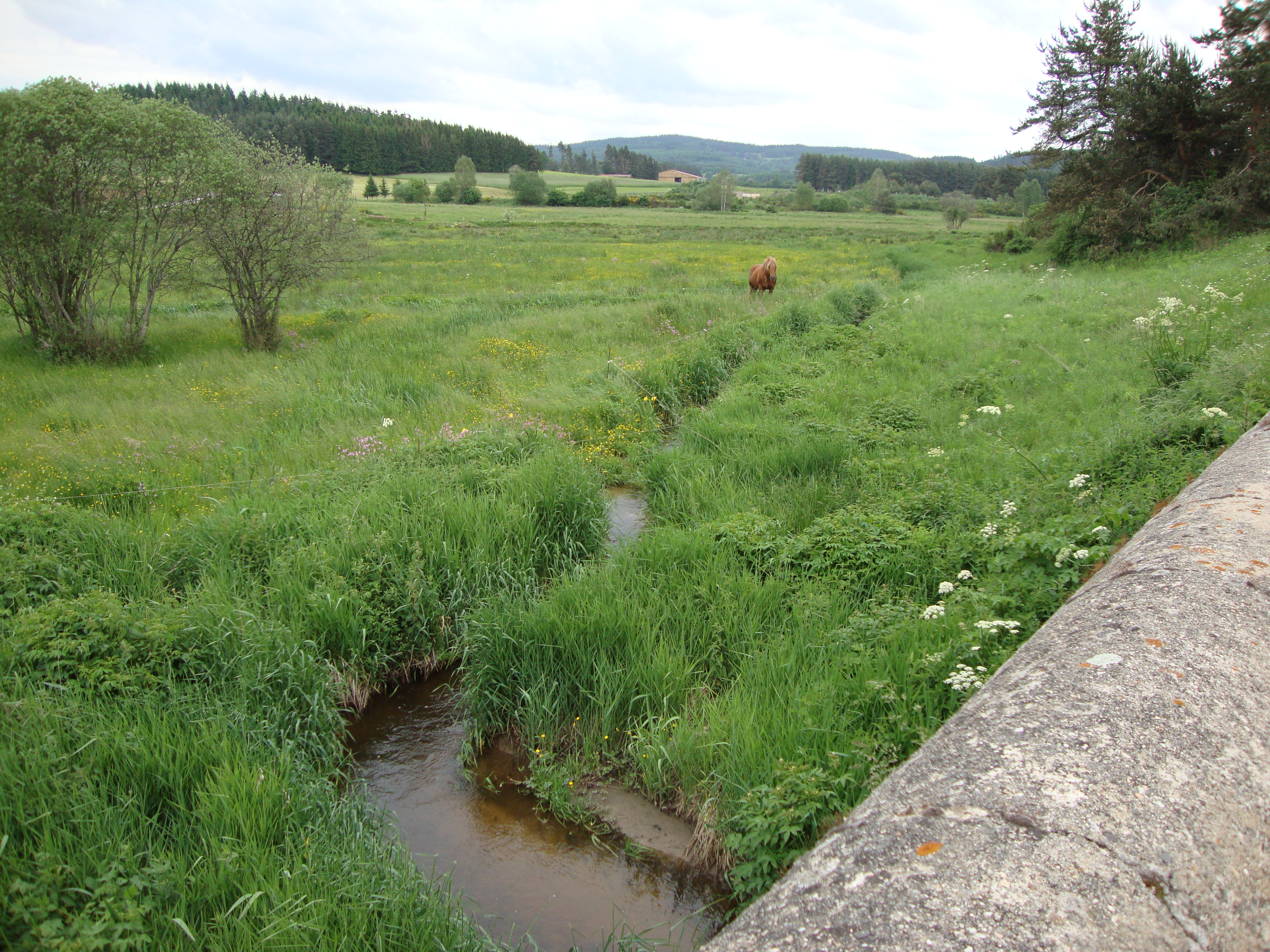
Un ruisseau, affluent de la Dunières.

### Personnalités liées à la commune
- Gabriel Tyr (1817-1868), peintre, né dans la commune.
- Pierre-Paul Durieu (1830-1899) oblat de Marie-Immaculée et évêque de Vancouver, né à Saint-Pal-de-Mons.

### Chant du San Palou: La Sanpaloune
1er couplet

Que l'on vienne du Puy

Ou bien de St-Étienne,

La route vous amène

En charmant pays. Perché sur un piton,

Dominant la Dunière

Il abrite en ses pierres

De joyeux compagnons

Qui tirent de leur métier

La joie de vivre et d'espérer

Refrain

C'est à Saint Pal-de-Mons

Où claquent les navettes

Leur bruyante chanson

Lui donne un air de fête

En avant les battants,

Déroulez-vous canettes,

Et sortez le ruban

C'est le refrain (bis) du tisserand

### Héraldique
|  | Les armes de la commune se blasonnent ainsi : D’or au chef-pal de gueules chargé en chef d’un cœur du champ. Les ornements extérieurs sont une couronne murale de trois tours, crénelées sur une cartouche, entouré de branches de chêne et de laurier. |